# Lúčky (Banská Bystrica)
Lúčky (in ungherese Jánosrét, in tedesco Honneshau) è un comune della Slovacchia facente parte del distretto di Žiar nad Hronom, nella regione di Banská Bystrica.